# Берндт Отто Штакельберг-старший
Берндт Отто Штакельберг (швед. Berndt Otto Stackelberg den äldre; 14 травня 1662 — 29 серпня 1734) — військовий та державний діяч Швеції, барон, фельдмаршал.

## Життєпис
Походив зі старовинного шляхетського роду. Син майора Волтера Штакельберга, ландрата (адміністратора) Естляндії, та Гелени фон Лівен. Народився 1662 року в Ревелі. Здобув гарну освіту. Замолоду обрав військову кар'єру, поступивши до Шведського полку французької гвардії. тут дослуживс ядо капітана. 1696 року оженився на представниці роду Вреденгаґенів.
З початком Північної війни повернувся до Швеції, де стає ад'ютантом генерала Отто Веллінга. Відзначився у битвах під Нарвою 1700 року, на Дюні 1701 року, в результаті чого підвищено до полковника. Йому було доручено керівництво Б'єрнеборзького полку. Діяв під орудою генерала Вольмара Антона Шліппенбаха, відзначився 1704 року в битві при Якобштадті. 1705 року в значній мірі сприяв перемозі біля Ґемауертгофу.
1706 року стає генерал-майором. 1708 року в битві під Лісною керував піхотою. Зумів зберегти більшуч астину своїх військ, з якими успішно форсував Десну в листопаді того ж року. За цим брав участь в облозі Веприка. 1709 року став учасником Полтавської битви, де потрапив у полон.
Повернувся до Швеції у 1721 році. Отримав звання генерала-лейтенанта та командування і шефство Абоським полком в Фінлядндії. 1722 року стає генералом піхоти. 1727 року отримав титул барона, чин фельдмаршала та посаду командувача військ в Фінляндії. Розробив заходи зі зведення системи укріплень на випадок нової війни з Російською імперією, але не отримав коштів з королівської скарбниці. В результаті зміг частково звести фортифікації в Фрідріхсгамі та Вільманстранді. Помер 1734 року в Або.

## Родина
Дружина — Маргарита Єлизавета Вреденгаґен
Діти:
- Юрген (1697—1765), ландрат, родоначальник гілки Куксема
- Гелена (1698—1749), дружина: 1) шведського капітана Леонгарда фон Врангеля з Еліствере; 2) російського бригадира Михайла Бельського
- Гедвіга Юліана (1700—1763), дружина майора Карла Йогана Крейца
- Маргарита Єлизавета (1700—1763), дружина Берндта Йогана Гастфера
- Бернд Отто (1703—1787), шведський фельдмаршал
- Вольтер Рейнгольд (1703—1787), шведський генерал, граф
- Магдалена Христина (1706—1736), дружина оберлейтенанта Вольмара Йоганна фон Унгерн-Штернберга
- Анна Катарина (1708—1744)